# Породична пензија
Породична пензија једно је од права из области пензијског и инвалидског осигурања, које у Републици Србији могу остварит чланови породице: умрлог осигураника који је навршио најмање пет година стажа осигурања или је испунио услове за инвалидску пензију и умрлог корисника старосне или инвалидске пензије.

## Начин исплате
Породична пензија се исплаћује од дана испуњења услова ако је захтев поднет у року од шест месеци од првог наредног дана од дана смрти осигураника, односно од дана смрти корисника, а ако је захтев поднет по истеку тог рока, исплата се врши од дана подношења захтева и за шест месеци уназад, под условом да подносилац захтева у том периоду није био у осигурању.

## Ограничења
Кориснику породичне пензије који стекне својство осигураника обуставља се исплата пензије. Законом је предвиђен изузетак од овог принципа, у случају када корисник пензије остварује уговорену накнаду на месечном нивоу у износу нижем од 50% од најниже основице у осигурању запослених, важеће у моменту уплате доприноса.